# Nobuhiro Takeda
Ne doit pas être confondu avec Nobuhiro Takeda (football, 1965).
Nobuhiro Takeda (武田 修宏, Takeda Nobuhiro) est un footballeur japonais né le 10 mai 1967 à Hamamatsu dans la préfecture de Shizuoka au Japon.